# Centraal-Aziatisch kampioenschap voetbal (mannen)
Het Centraal-Aziatisch kampioenschap voetbal voor mannen is een regionaal voetbaltoernooi in Azië waar de nationale mannenteams van de leden van de CAFF (Central Asian Football Association) aan deelnemen.

## Historie
Aanvankelijk zou het eerste toernooi gespeeld worden in oktober 2018 in Tasjkent. Deze editie werd echter niet gespeeld. In maart 2023 werd aangekondigd dat het eerste toernooi in juni van dat jaar wordt gespeeld. Op het toernooi spelen de zes leden van de CAFA alsook een land op uitnodiging van een andere confederatie. Er was sprake dat Rusland uitgenodigd zou worden voor de eerste editie, maar uiteindelijk werd dit Oman.

## Toernooien
| Editie       | Gastland(en)         | Winnaar | Uitslag | Tweede      | Derde | Uitslag | Vierde   |
| ------------ | -------------------- | ------- | ------- | ----------- | ----- | ------- | -------- |
| 2023 Details | Kirgizië Oezbekistan | Iran    | 1–0     | Oezbekistan | Oman  | 1–0     | Kirgizië |